# Copa do Brasil 2017 (calcio a 5)
La Copa do Brasil 2017 è stata la 1ª edizione del torneo. La competizione si è giocata dal 24 aprile al 13 agosto 2017.

## Primo turno
| Squadra 1    | Totale          | Squadra 2   | Andata | Ritorno |
| ------------ | --------------- | ----------- | ------ | ------- |
| Atlântico    | 12 - 0          | Palmas      | 8 - 0  | 4 - 0   |
| Bonadiman    | 9 - 10          | Sorriso     | 4 - 4  | 5 - 6   |
| Macau        | 2 - 6           | Horizonte   | 2 - 4  | 0 - 2   |
| Pague Menos  | 8 - 3           | Balsas      | 5 - 1  | 3 - 2   |
| Constelação  | 9 - 12          | Abilio Nery | 3 - 5  | 6 - 7   |
| ADESPPE      | 1 - 5           | Karmélia    | 1 - 2  | 0 - 3   |
| Tubaronense  | 7 - 6           | Shouse      | 3 - 2  | 4 - 4   |
| Evolution    | 7 - 8 (2-0 dts) | Palmeiras   | 6 - 5  | 1 - 3   |
| Mafra        | 3 - 4 (1-0 dts) | Concórdia   | 2 - 1  | 1 - 3   |
| Moita Bonita | 10 - 3          | Vitória     | 5 - 2  | 5 - 1   |

## Secondo turno
| Squadra 1      | Totale          | Squadra 2   | Andata | Ritorno |
| -------------- | --------------- | ----------- | ------ | ------- |
| Álvares Cabral | 10 - 4          | Tupi        | 6 - 3  | 4 - 1   |
| Horizonte      | 8 - 1           | Karmélia    | 4 - 0  | 4 - 1   |
| Mombaça        | 2 - 4 (2-3 dts) | Pague Menos | 1 - 0  | 1 - 4   |
| Evolution      | 3 - 10          | Abilio Nery | 2 - 4  | 1 - 6   |
| Mafra          | 4 - 6 (0-3 dts) | Atlântico   | 4 - 3  | 0 - 3   |

## Quarti di finale
| Squadra 1    | Totale          | Squadra 2      | Andata | Ritorno |
| ------------ | --------------- | -------------- | ------ | ------- |
| Moita Bonita | 0 - 4           | Pague Menos    | 0 - 3  | 0 - 1   |
| Horizonte    | 5 - 5 (5-4 dts) | Atlântico      | 1 - 4  | 4 - 1   |
| Abilio Nery  | 4 - 10          | Tubaronense    | 1 - 6  | 3 - 4   |
| Sorriso      | 9 - 6 (0-2 dts) | Álvares Cabral | 4 - 5  | 5 - 1   |

## Semifinali
| Squadra 1   | Totale          | Squadra 2      | Andata | Ritorno |
| ----------- | --------------- | -------------- | ------ | ------- |
| Pague Menos | 6 - 5 (0-1 dts) | Horizonte      | 2 - 0  | 4 - 5   |
| Tubaronense | 7 - 7 (3-1 dts) | Álvares Cabral | 3 - 4  | 4 - 3   |

## Finale
| Squadra 1 | Totale          | Squadra 2   | Andata | Ritorno |
| --------- | --------------- | ----------- | ------ | ------- |
| Horizonte | 5 - 4 (3-1 dts) | Tubaronense | 2 - 3  | 3 - 1   |